# Flakpanzer I
A Flakpanzer I  a nemzetiszocialista  Németország első önjáró légvédelmi lövege volt a második világháború idején. Lényegében a Panzerkampfwagen I átalakított változata.
A Flakpanzer I Ausf. A (Sd.Kfz. 101)  - 2 cm FlaK 38-as gépágyúval felszerelt légvédelmi változat volt, amelynek főfegyverzetét egy 20 mm-es FlaK 38-as légvédelmi gépágyú képezte, melyet a torony helyére építettek.

## Története
A németek a csapat-légvédelmet különféle féllánctalpas vontatókra telepített önjáró légvédelmi lövegekkel biztosították (Sd.Kfz. 7/1, Sd.Kfz. 10/4). Ezek a járművek azonban sebezhetőnek bizonyultak, ezért már a második világháború elején igény mutatkozott egy teljesen páncélozott, lánctalpas alvázra épülő légvédelmi harcjárművekre. Az első ilyen próbálkozás eredménye az 1941-ben kis példányszámban épült Flakpanzer I könnyű légvédelmi-páncélos lett, amely azonban nem váltotta be a hozzá fűzött reményeket. A fejlesztéssel ezt követően leálltak, mivel a Luftwaffe a háború első felében mind a keleti, mind az észak-afrikai fronton uralta a légtereket, és az ellenséges légi tevékenység is elenyésző volt. 1943-tól kezdve azonban a Wehrmacht számára egyre súlyosabb problémát jelentett a szövetségesek növekvő légifölénye. Az ellenséges gépek jelentős veszteségeket okoztak a Wehrmacht számára; ezeket a német hadiipar már nehezen tudta pótolni.
Az 1941-ben hadrendbe állított  Flakpanzer I a  német 614. Flak Bataillon fegyverzeteként 1943-ban a sztálingrádi csatában jórészt megsemmisült.
1943 októberében Adolf Hitler engedélyt adott egy „ideiglenes megoldásnak” szánt típus sorozatgyártására, amely a Flakpanzer 38(t) Gepard elnevezést kapta.

## Jellemzői
Egy 57 LE-s motorral, egy lánctalppal és 16 görgővel rendelkezett. Fegyverzete egy 20 mm-es légvédelmi gépágyú volt, 10 lőszerrel. Maximális sebessége 25-30 km/h volt. Személyzete 6 főből állt. Páncélzata elöl 30, oldalt 25, hátul 10 mm volt.